# Morethia butleri
Espèce
Synonymes
- Ablepharus butleri Storr, 1963

Morethia butleri est une espèce de sauriens de la famille des Scincidae.

## Répartition
Cette espèce est endémique d'Australie. Elle se rencontre en Australie-Occidentale et en Australie-Méridionale.

## Étymologie
Cette espèce est nommée en l'honneur de William Henry Butler.

## Publication originale
- Storr, 1963 : Ablepharus butleri. A new scincid lizard from Australia. Western Australian Naturalist, vol. 9, p. 46-47.